# 阮玉嘉莊
阮玉嘉莊（越南语：／；1831年4月3日—1847年11月19日），越南阮朝明命帝第三十七女，生母才人陳氏錢。

## 生平
明命十二年二月二十一日（1831年4月3日），阮玉嘉莊在順化皇城出生。紹治七年十月十二日（1847年11月19日），嘉莊去世，享年十七歲，葬於承天府香水縣居正總平安邑（今屬承天順化省香水市社）。
她是皇子阮福綿宣的同胞妹妹、皇子阮福綿宙的同胞姐姐。